# 사형삼걸
"사형삼걸"은 한국에서 제작된 남기남 감독의 1981년 영화이다. 거룡 등이 주연으로 출연하였고 한상훈 등이 제작에 참여하였다.

## 출연

### 주연
- 거룡
- 임자호
- 김국현

## 기타
- 조명: 김윤덕